# DLF Beet Seed
DLF Beet Seed ApS er en dansk producent af roefrø, der har hovedkvarter i Holeby på Lolland. Virksomheden er siden 2024 et datterselskab i belgiske United Beet Seeds, som er et joint venture imellem franske Florimond Desprez og danske DLF Seeds. DLF Beet Seed blev etableret af DLF Seeds i 1988. I 2023/24 solgte DLF Beet Seed roefrø til værdi af 435 mio. kr. Virksomhedens forretning er baseret på forædling og produktion af sukkeroefrø og foderroefrø.
Virksomheden havde i 2023/24 ca. 150 medarbejdere - et antal, der havde været ret stabilt i de seneste foregående regnskabsår.